# ستيفن إدواردز
ستيفن إدواردز (23 يونيو 1951 في المملكة المتحدة - ) (بالإنجليزية: Stephen Edwards)‏ هو لاعب كريكت بريطاني. لعب مع Buckinghamshire County Cricket Club ‏ والمقاطعات الوطنية للكريكيت الإنجليزي والويلزي ‏.

## وصلات خارجية
- ستيفن إدواردز على موقع إي آس بي آن كريك إنفو (الإنجليزية)